# 長野南警察署
長野南警察署（ながのみなみけいさつしょ）は、長野県警察が管轄する警察署の一つである。

## 所在地
- 長野市篠ノ井小森551番地

## 管轄区域
- 長野市のうち若穂綿内、若穂川田、若穂牛島及び若穂保科の区域を除いた区域の犀川の南の区域

## 沿革
- 1972年（昭和47年）4月1日 - 篠ノ井警察署と松代警察署を統合する形で設置。

## 交番
- 長野市篠ノ井駅前交番
- 長野市篠ノ井西交番
- 長野市川中島交番
- 長野市更北交番
- 長野市松代交番

## 警察官駐在所
- 長野市信更警察官駐在所
- 長野市大岡警察官駐在所